# پل هزاره (پودگوریتسا)
پل هزاره (به مونته‌نگروئی: Мост Миленијум) پلی کابلی است که بر روی رودخانه موراچا در شهر پودگوریتسا پایتخت کشور مونته‌نگرو ساخته شده‌است. این پل در سال ۲۰۰۵ بازگشایی شد و به سرعت به یکی از نشانه‌های شهری پودگوریتسا تبدیل گردید. طول کل این پل ۱۷۳ متر است و عرشه ۱۴۰ متری آن به‌وسیله ۱۲ کابل که به یک پایلون با ارتفاع ۵۷ متر متصل‌اند نگه داشته شده‌است.